# Radio Timor Kmanek

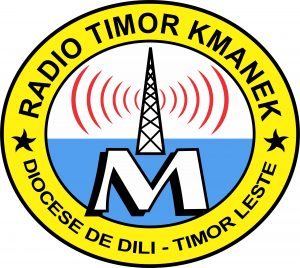
Radio Timor Kmanek

Radio Timor Kmanek RTK (deutsch Radio Timor Frieden) ist ein katholischer Radiosender in Osttimor. Er wird von der Erzdiözese Dili betrieben. Neben der Verbreitung religiöser Inhalte soll RTK auch die timoresische Kultur fördern.
Der Sender nahm seinen Betrieb noch in der indonesischen Besatzungszeit am 3. März 1994 auf. Seinen heutigen Sitz in Timor Cmanec in Dilis Verwaltungsamt Dom Aleixo bezog RTK am 3. Februar 1998. Gesendet wird auf den Frequenzen AM 1404 kHz und FM 98,5 MHz. Die Sendeleistung reicht aus, um auch in Indonesien Kupang, Atambua, Kefamenanu, Ternate und die Molukken zu erreichen. Gesendet wird täglich über 16 Stunden.